# تشن ياو (لاعب رياضة إلكترونية)
تشن ياو هو لاعب رياضة إلكترونية ‏ صيني، ولد في 14 يونيو 1990.